# Journal of Chemical & Engineering Data
Journal of Chemical & Engineering Data è una rivista accademica che si occupa di ingegneria chimica.
Nel 2014 il fattore d'impatto della rivista era di 2,037.